# بیشبرون
بیشبرون (به آلمانی: Bischbrunn) یک شهر در آلمان است که در ماین-اشپسارت واقع شده‌است.